# 해외부패방지법
해외부패방지법(Foreign Corrupt Practices Act, FCPA)은 외국공무원에 대한 뇌물공여행위를 처벌하는 미국 법률이다.

## 역사
워터게이트 사건 수사 과정에서 400여개의 미국 기업들이 해외에서 3억달러 이상의 뇌물을 뿌렸다는 사실과 다나카 가쿠에이 전 일본 총리의 구속까지 야기한 록히드 사건(1976년)이 비슷한 시기에 알려지며 미국여론이 들끓었고 기업인들의 반발에도 '도덕 외교'를 표방하던 카터 행정부는 명분을 밀고나가 법을 관철시켰다. 국제 '반부패라운드'도 여기서 비롯됐다. '미국 기업의 발목만 묶였다'는 불만에 미국 정부는 다른 나라들을 압박해 1997년 경제협력개발기구(OECD)의 반부패협약 체결을 유도해 부패 문제를 국제적 이슈로 만들었다.

## 뇌물금지조항
1. 미국 증권시장에 증권이 상장되어 있거나 Securities and Exchange Commission (SEC)에 공시를 하도록 되어 있는 기업(issuer)(ADR을 미국 증권시장에 상장하고 있는 경우 등의 외국기업 포함),

1. 미국을 주요한 사업 소재지로 하거나 미국법에 따라 설립된 기업(domestic concern)(미국 국적자 및 거주자를 포함), 그리고

1. 그 밖의 인(人)(person)이 외국공무원에게 사업을 영위하거나 유지하기 위한 목적으로(with an intent to obtain or retain business) 금전 등을(money or anything of value)을 제공하는 것을 금지하고 있다.

## 회계 관련 규정
회계 관련 규정을 위반할 경우 기업에 대해 민사 및 형사책임이 부과될 수 있고 미국 해외부패방지법 처벌사례를 살펴보면 이들 중 상당수는 회계 관련 규정을 적용한 것이다.
본 회계 관련 규정은 다시 아른바 "회계서류관련 규정과 내부통제로 나뉜다.

## 위반 사건
- 지멘스

## 최근 집행동향

### 외국 기업에 대한 수사 확대
- 미국은 OECD 협약 회원국들의 보다 활발한 집행노력을 유도하는 한편/ 자국의 관할권을 적극적으로 해석하여 특히 집행실적이 저조한 국가들의 기업에 대해 적극적인 수사를 벌이고 있음
- 미국 법무부는 2010년 초에만 BAE Systems Plc, AlcatelLucent, Daimler AG, Techip 등 여러 외국 기업들에 대한 수사결과를 발표하였음

### 특정 산업부문을 겨냥한 수사활동 강화
- 미국 법무부는 의료기기/ 석유 · 가스 등 단발적인 사건을 통해 부패구조가 드러난 특정 산업부문에 대한 집중적인 수사를 전개해 왔음
- 2009-2010년경부터는 제약 등 특정 산업부문의 전반적인 부패관행의 개선을 목표로 해당 산업의 구조와 실태에 대한 기초조사를 실시하고/이어 선제적으로 동시다발적인 수사를 전개하고 있음

## FCPA을 둘러싼 논란
FCPA는 개인이 소를 제기할 수는 없고, 뇌물금지조항 및 고의에 의한 회계조항 위반에 대한 형사사건의 집행은 법무부(Department of Justice)가, issuer의 FCPA 위반에 대한 민사사건의 집행은 SEC가 담당하고 있다. FCPA를 위반한 법인과 개인은 벌금과 징역형 및 과징금을 부담하게 되는데, 벌금의 액수와 징역형의 강도가 상상을 초월하는 수준이고, 그 때문에 미국에서는 FCPA compliance와 관련된 내부통제 시스템의 구비를 통한 사전예방의 중요성이 어느 때보다도 강조되고 있다. 최근 법무부와 SEC는 FCPA 관련 부서를 강화하면서 FCPA를 더욱 엄격하고 강력하게 집행할 것임을 공공연하게 밝히고 있는데, 실제로 2008년 이후 FCPA 처벌액수와 사건 수가 급격히 증가하는 추세이고(특히 2010년 한 해에만 FCPA 위반으로 인한 처벌액수가 무려 18억 달러에 이르렀습니다), 그와 함께 개인에 대한 기소도 급격히 증가하고 있다. FCPA 위반으로 인한 타격은 해당 기업 또는 개인에게는 치명적인 결과를 가져올 수 있다.

## 참고 문헌
- p21, OECD 뇌물방지협악과 기업컴플아이언스, 법무부.
- 법무부와 증권거래서 발행 미국해외부정방지법 안내서
- 미국 FCPA의 최근 집행경향 및 FCPA 개정안을 둘러싼 논란과 관련하여 C&F 그룹 김건 변호사 법무법인 율촌
- 정영철, 기업+(준)법, 박영사.
- 오택림, 미국 Foreign Corrupt Practices Act에 관한 연구, 법조협회, 2012.[깨진 링크(과거 내용 찾기)]
- 미국 법무부 해외 부패 관행법의 뇌물 방지 및 장부 기록 관련 조항
- 윤충원, 미국 FCPA 반뇌물규정과 미국기업의 실무적 대응, 韓國貿易學會, Vol.36 No.2, 2011.
- 박선욱, 미국 해외부패방지법(Foreign Corrupt Practices Act; FCPA)에 따른 관할권의 역외적용, 법과 정책연구, Vol.13 No.3, 2013.
- 배성호, 미국 해외부패방지법(FCPA)과 한미 FTA 제 21.6 조 비교연구, 한국통상정보학회, 2013.

## 같이 보기
- 사베인스 옥슬리법
- 컴플라이언스
- OECD 뇌물방지협약
- 영국의 반부패방지법